# René Ahlberg
René Ahlberg (* 16. April 1930 in Riga; † 24. Februar 1995 in Berlin) war ein deutscher Soziologe lettischer Herkunft. Er erforschte Entwicklung und Funktion der Soziologie in der Sowjetunion.
Ahlberg war von 1951 bis 1955 als Lehrer in Ost-Berlin tätig und studierte anschließend von 1955 bis 1960 an der Freien Universität Berlin Soziologie und Philosophie. Er wurde 1960 an der FU Berlin zum Doktor der Philosophie promoviert, war ab demselben Jahr Assistent bei Hans-Joachim Lieber, habilitierte sich 1968 an der FU, begann dort 1968 seine Lehrtätigkeit als Privatdozent und war seit 1969 ebendort Professor.
Laut Ahlberg folgte in der Sowjetunion auf die vorindustrielle, stalinistische Periode der Unterdrückung der Soziologie eine Rehabilitierung dieser Wissenschaft. Die Soziologie sei zwar weiterhin politisch gelenkt und ideologisch begrenzt gewesen, habe sich aber innerhalb dieses Rahmens in der Sowjetunion zu einer positiv-empirischen Wissenschaft entwickelt.

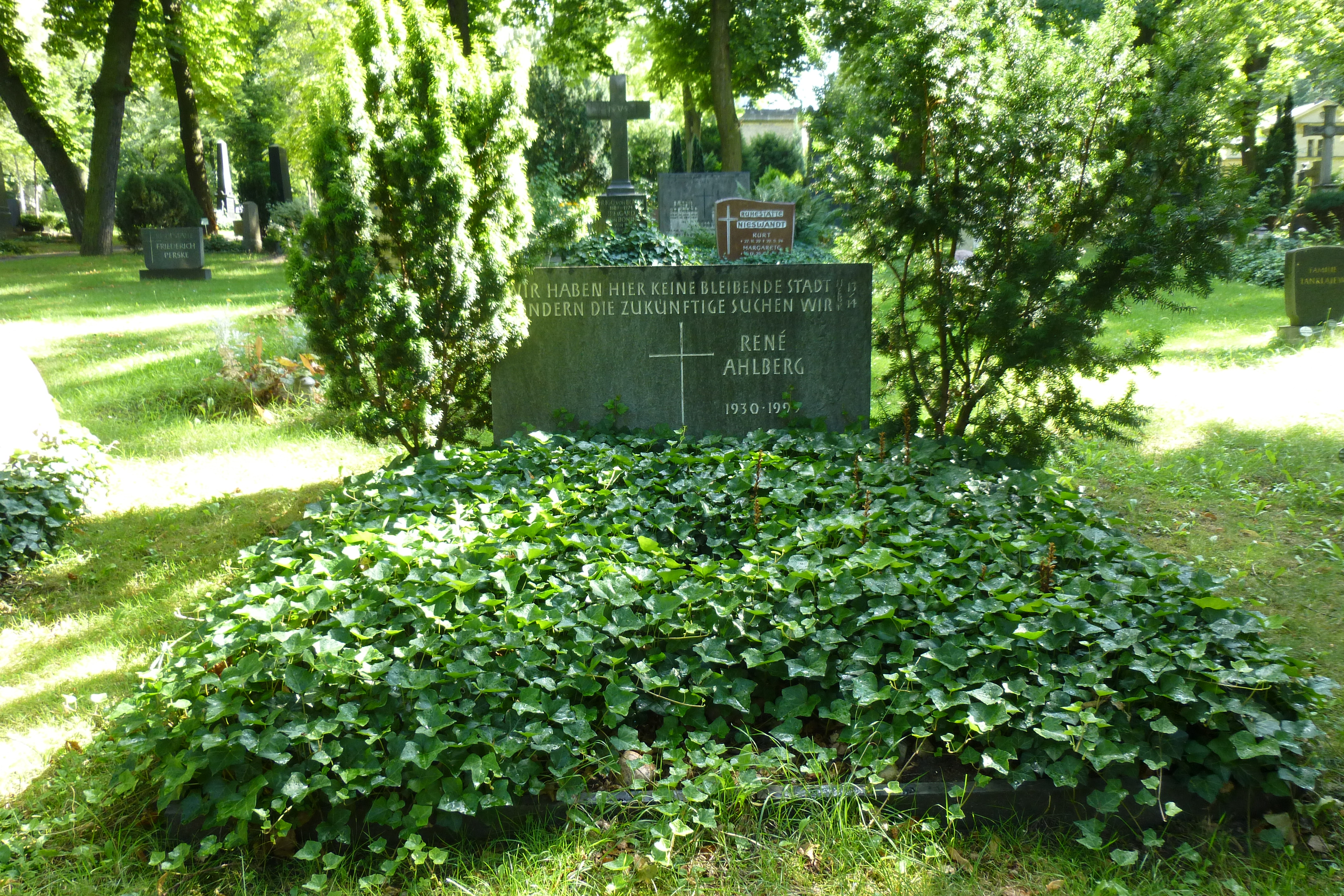
Grabstätte René Ahlberg,
Alter St.-Matthäus-Kirchhof Berlin

René Ahlberg lebte in Berlin und starb am 24. Februar 1995, sein Grab befindet sich auf dem Alten St.-Matthäus-Kirchhof in Berlin/Schöneberg.

## Schriften (Auswahl)
- Dialektische Philosophie und Gesellschaft in der Sowjetunion. Osteuropa-Institut an d. Freien Universität Berlin, Berlin 1960.
- Weltrevolution durch Koexistenz. Colloquium Verl., Berlin 1962.
- Entwicklungsprobleme der empirischen Sozialforschung in der UdSSR (1917–1966.) Eine wissenschaftsgeschichtliche Analyse. Osteuropa-Institut, Berlin 1968.
- als Hrsg.: Soziologie in der Sowjetunion. 1969.
- Das Proletariat: die Perspektiven der Arbeiterklasse in der Industriegesellschaft. Kohlhammer, Stuttgart/Berlin/Köln/Mainz 1974, ISBN 978-3-17-001289-9.
- Die sozialistische Bürokratie: marxistische Kritik am etablierten Sozialismus. Kohlhammer, Stuttgart/Berlin/Köln/Mainz 1976, ISBN 978-3-17-002047-4.
- als Hrsg.: Sozialismus zwischen Ideologie und Wirklichkeit: die marxistische Systemkritik seit Leo Trotzki. Kohlhammer, Stuttgart/Berlin/Köln/Mainz 1979, ISBN 978-3-17-005187-4.
- Sowjetgesellschaft im Epochenwandel. Studien zur Selbstaufklärung der sowjetischen Gesellschaft in der Zeit der Perestroika 1985–1990. Lang, Frankfurt am Main 1992, ISBN 978-3-631-45178-6.